# Chansonnier de Tournai
Het Chansonnier de Tournai is een verlucht liedboek uit de 16e eeuw. Het liedboek bestaat uit vier afzonderlijke stemboekjes, een per partij, zoals toen gebruikelijk was. De superius (KBR Hs. IV 90 MSS), de altus (KBR Hs. IV 1274 MSS) en de tenor (Doornik Stadsbibliotheek hs. 94) zijn inmiddels teruggevonden, maar de bassus ontbreekt. De verzameling stemboekjes is gekend als Chansonnier de Tournai omdat het eerste stemboekje dat werd teruggevonden, de tenorpartij, door Ph. M. Boisacq aan de stadsbibliotheek van Doornik werd geschonken voor 1860. De meeste liederen gaan over liefde, hartstocht, ontrouw en verdriet maar ook religieuze thema’s komen aan bod. Het is mogelijk dat dit liedboek gebruikt werd in de omgeving van Margaretha van Oostenrijk.

## Beschrijving
Elk boekje bestaat uit 27 (30 voor de tenor) ongenummerde perkamenten folia van 11 bij 8,5 cm. Het liedboek bevat 22 drie- of vierstemmige liederen, waarvan veertien in het Frans, zes in het Nederlands en twee in het Latijn. De binding van de drie bekende stemboekjes is waarschijnlijk origineel en is van de hand van Louis Bloc die actief was in Brugge tussen 1484 en 1529.
De muziek is geschreven op notenbalken met vijf lijnen. De buitenste bladrand van de meeste bladzijden is versierd met miniaturen of bloemmotieven in een Gent-Brugse stijl. De eerste letter van elk werk wordt steeds uitgewerkt tot een initiaal versierd met lijnpatronen die dikwijls resulteren in een groteske.
Het boekje in de Stadsbibliotheek van Doornik kon gedateerd worden door de bibliothecaris die ontdekte dat in de initiaal A van het lied 'Ach gheldeloos ghy doet my pijn' (f21r) het jaartal 1511 is verwerkt. In de andere werkjes werd geen datum gevonden maar men neemt aan dat ze in hetzelfde jaar werden gemaakt.

## Componisten
De naam van de componist is nergens vermeld, maar dankzij een studie van Charles Van den Borren uit 1933 en verdere studies daarna kon van zeventien liederen de componist bepaald worden. De liederen zijn van de hand van:
- Hayne van Ghizeghem
- Alexander Agricola
- Loyset Compère
- Jacob Obrecht
- Josquin Des Prez
- Ninot Le Petit
- Matthaeus Pipelare
- Johannes Ockeghem
- Pierre de la Rue

## Weblinks
- ms. IV 1274 liedboekje (altuspartij) online raadplegen
- ms. IV 90 liedboekje (superiuspartij) online raadplegen